# Johann Ernst Faber
Johann Ernst Faber (* 8. Februar 1745 in Simmershausen bei Hildburghausen; † 15. März 1774, anderes Datum 15. April 1774 in Jena) war ein deutscher Hochschullehrer.

## Leben
Johann Ernst Faber war der Sohn eines Geistlichen; sein Bruder war Johann Melchior Faber (* 18. Januar 1743 in Simmershausen; † 31. Januar 1809).
Er besuchte das Gymnasium in Coburg (heute: Casimirianum) und immatrikulierte sich 1765 an der Universität Göttingen, dort hörte er Vorlesungen bei Christian Wilhelm Franz Walch, Gottfried Less, Christian Gottlob Heyne und Johann David Michaelis und widmete sich besonders den orientalischen Sprachen.
1768 wurde er Mitglied des theologischen Repetentenkollegiums und er promovierte mit dem ersten Teil seiner Dissertation Descriptio commentarii in LXX interpretes zum Doktor der Philosophie; mit dem zweiten Teil De Animalibvs Qvorvm Fit Mentio Zephan. II. 14. / Consentiente Amplissimo Philosophorvm Ordine Praeside Io. Ern. Fabro Phil. D. Dispvtabit Avctor Ern. Lvdov. Friederici Slesvicensis Sacr. Litter. Cvltor habilitierte er sich im darauffolgenden Jahr 1769 an der Universität Göttingen und gab dort als Privatdozent Vorlesungen.
1770 erhielt er die Berufung zu einer ordentlichen Professur der Philosophie und der morgenländischen Sprachen an die Universität Kiel. Bereits zwei Jahre später wurde er 1772 als Professor der orientalischen Sprachen an die Philosophische Fakultät der Universität Jena berufen. Unter seinen Studenten in Jena war unter anderem Wilhelm Friedrich Hezel.

### Schriftstellerisches Wirken
Johann Ernst Faber verfasste einige bedeutende Schriften auf dem Gebiet des Hebräischen, des Talmudischen und Rabbinischen und des Arabischen.
In seiner Schrift Archäologie der Hebräer ging er nicht, wie damals üblich, auf religiös-institutionelle oder politische Aspekte ein, sondern beschäftigte sich vielmehr mit dem Lebenswandel, das Hauswesen, dem Nährstand, die Künste und die Wissenschaften. Ergänzend dazu veröffentlichte er 1772 seine Übersetzung von Thomas Harmer's (1714–1788) Beobachtungen über den Orient aus Reisebeschreibungen zur Aufklärung der heiligen Schrift heraus; aufgrund seines frühen Todes wurde das Werk dann in weiteren zwei Bände von David Christoph Seybold und Friedrich August Clemens Werthes herausgegeben.
Während seines Aufenthaltes in Kiel gab er, gemeinsam mit Johann Heinrich Fricke und Christian Cay Lorenz Hirschfeld, die Kielische gelehrte Zeitung heraus.

## Schriften (Auswahl)
- Descriptio Commentarii In Septuaginta Interpretes: Cuius  / Publice Defendet Ioannes Ernestus Faber Hilperhusanus Regii Collegii Repetentium Theologici Collega, Regiae Societat. Teut. Goett. Er Regii Instituti Disciplinar. Historicar. Sodalis Extraordinar. Goettingae: Barmeier, 1768.
- Nachrichten von dem portugiesischen Hofe und der Staatsverwaltung des Grafen von Oeyras. Frankfurt, Leipzig, Göttingen 1768.
- De Animalibvs Qvorvm Fit Mentio Zephan. II. 14. / Consentiente Amplissimo Philosophorvm Ordine Praeside Io. Ern. Fabro Phil. D. Dispvtabit Avctor Ern. Lvdov. Friederici Slesvicensis Sacr. Litter. Cvltor. Göttingen: Litteris Barmeierianis, 1769
- Johann Ernst Fabers Anmerkungen zur Erlernung des Talmudischen und Rabbinischen. Göttingen 1770.
- Die Vereinigung des Civil- und Militär-Standes. Kiel 1771.
- Novum de Messia exactis 490 annis post exilium Judaeorum Babylonicum nascituro ex Lach. III, 8.9.10. repetitum vaticinium. Kiel 1771.
- Grammatik der arabischen Sprache: nebst einer arabischen Chrestomathie. 1772
- Iesvs Ex Natalivm Opportvnitate Messias / Avctore Iohanne Ernesto Fabro. Jena 1772.
- Archäologie der Hebräer. Halle 1773.
- Beobachtungen über den Orient, aus Reisebeschreibungen, zur Aufklärung der heiligen Schrift, aus dem Englischen übersetzt und mit Anmerkungen versehen.
  - 1. Teil. Hamburg 1774.
  - 2. Teil. Hamburg 1775.
  - 3. Teil. Hamburg 1779.
- Johann Jacob Reiske; Johann Ernst Faber: Opuscula medica ex monimentis Arabum et Ebraeorum. Halae, 1776.
- Carl Friedrich Cramer; Johann Ernst Faber: Scythische Denkmähler in Palästina. Kiel 1777.